# Domenico Cattaneo
Domenico Cattaneo Della Volta (Napoli, 20 dicembre 1696 – Barra, 2 dicembre 1782) terzo principe di San Nicandro, era figlio di Isabella Caetani dei duchi di Sermoneta e di Baldassarre, fu Grande di Spagna di I Classe, Cavaliere dell'Insigne Real Ordine di San Gennaro e dell'Ordine del Toson d'oro, Reggente della Gran Corte della Vicaria nel 1738, consigliere e decano del Supremo Magistrato di Commercio e Gentiluomo di Camera di Re Carlo di Borbone. Quest'ultimo lo nominò Consigliere di Stato e lo inviò come Ambasciatore straordinario in Spagna dal 1740 al 1743 presso la corte di Filippo V, lo nominò precettore dei principi ed infanti delle Due Sicilie nel 1755.

## Biografia
Nel 1759 Re Carlo lasciò il Regno di Napoli e di Sicilia per tornare sul trono di Spagna, non prima di aver affidato l'istruzione di suo figlio Ferdinando di 8 anni, troppo piccolo per governare il regno, a Domenico che ne venne nominato Aio nonché Maggiordomo Maggiore della Casa Reale delle Due Sicilie. Il governo del Regno fu affidato ad un Consiglio di Reggenza, i cui membri di spicco furono il principe Domenico Cattaneo Della Volta e il marchese Bernardo Tanucci.
Il Consiglio di reggenza napoletano dipendeva completamente dal monarca spagnolo, come più di una volta confessò Tanucci ai suoi corrispondenti: «Noi stiamo sottovento e riposiamo sulla saviezza e sull’amore di cotesto monarca [Carlo III] verso questo suo amabile figlio, e siamo unicamente occupati delle piccole cose interiori attenti alle istruzioni del re e a seguire in tutto e per tutto il suo pensare». Il Cattaneo Della Volta, oltre a svolgere il ruolo di precettore di Ferdinando, ne gestì con somma soddisfazione del re, il patrimonio personale. È superata l'idea sbagliata, circolata alla fine del 1800, che la formazione di Ferdinando sia stata triviale, poco attenta alle cose di Stato e molto incline al divertimento, perché Ludovico Antonio Muratori, suo contemporaneo, scrisse che l'eccellentissimo signor Principe di Sannicandro D. Domenico Cattaneo era un Cavaliere molto letterato, e che egli esercitò il Reggentato (Vicaria) con sommo zelo e rettitudine.
Raggiunta la maggiore età del Re, il Consiglio di Reggenza fu sciolto e fu istituito un Consiglio di Stato, fra i cui membri vi fu anche Domenico.
Carlo di Borbone lo incaricò anche di assistere Domenico Cirillo nella compilazione del Codice Carolino.
Domenico Cattaneo fu uomo amante delle arti, amico di letterati e artisti come Giambattista Vico, Francesco De Mura, Francesco Solimena che, con una serie di ritratti, tracciò l'apoteosi della famiglia Cattaneo in una grandissima tela che si trova oggi a Parigi. Al Solimena Domenico affidò anche l'incarico di disegnare lo splendido pavimento in maioliche della Chiesa di San Michele in Anacapri.
Domenico sposò Giulia de Capua Principessa di Roccaromana, Duchessa di Termoli, Marchesa di Guglionesi, Marchesa di Torrefrancolise, Contessa di San Martino in Pensilis, Montagano, di Anversa, di Villalago, di Campo di Giove e di Canzano, cui dedicò la villa di Barra, Villa Giulia, dove morì e fu sepolto nella chiesa di Santa Maria della Stella a Napoli, nella cui cappella del Glorioso San Francesco di Paola, il figlio Francesco fece erigere il monumento funebre, commissionato a Giuseppe Sanmartino.